# Gian Roberto Capizucchi
Gian Roberto Capizucchi  (mort entre le 7 mai 1128 et le 24 mars 1129) est un cardinal  du XIIe siècle. Autres cardinaux de la famille sont  Gianroberto Capizucchi (1088), Roberto Capizucchi (1097), Pietro Capizucchi  (1122), Gianantonio Capizucchi (1555) et  Raimondo Capizucchi, O.P. (1681).

## Biographie
Le pape Honorius II le crée cardinal lors du consistoire de 1126 ou 1127. 